# Ezio Maria Picciotta
 (Palermo, 15 marzo 1945) è un cantante ed autore italiano.

## Biografia
Nel 1976, mentre era studente di giurisprudenza, ha l'occasione di partecipare al XXVI Festival di Sanremo, venendo inserito nella Squadra Rosa (numero 4), della quale sono capigruppo Paolo Frescura ed i Ricchi e Poveri, e della quale fanno parte anche Carlo Gigli, La Nuova Gente e Maggie Mae. Esegue durante la prima serata del Festival, la sola esclusivamente via radio, un brano scritto da lui stesso insieme al suo produttore Franco Migliacci e Dario Farina, intitolato Uomo qualunque, che non supera l'eliminatoria.
Nel 1978, preso il nome di Ezio Picciotta, è uno dei 4 vincitori del Festival di Castrocaro, assieme ad una giovanissima Roberta Voltolini.
Negli anni seguenti si concentra soprattutto sulla composizione per altri grandi artisti, continuando a proporsi anche come interprete. Nel 1978, anno per lui fortunatissimo, compone “Dio che cosa non farei” che vende oltre 30 000 copie ed è il primo suo vero successo da cantautore.
Dal 1978 e fino al 1983 concentra tutta la sua validità di autore di testi e musiche per cantanti famosi. Ornella Vanoni, per la quale compone 4 pezzi del suo celebre album “Più” tra cui il retro del singolo di punta dal titolo omonimo, cantato con Gepy & Gepy produttore dello stesso album.
Ripete poi il successo con “Domani no” canzone di punta dell'Lp “Io dentro, io fuori” realizzato con i New Trolls.
I due dischi vendono in tutto il mondo specialmente in Italia e America Latina. Sempre nel 1978 sforna altri successi tra cui soprattutto “Pazzo non amore mio” di Filipponio del quale in Italia si vendono oltre 100 000 copie.
In quegli anni compone altri pezzi soprattutto musiche inseriti nell'album “Body to body” di Gepy and Gepy che vende in tutto il mondo con un successo clamoroso di pubblico e critica.
Un capitolo speciale merita “Questo amore” cantato dai Ricchi e Poveri con i quali vince il Festival Europeo della Canzone a Parigi. Si dedica ad altri cantanti come Mal, Julio Iglesias ed altri minori. 
Per il gruppo dei Collage cura un album di rilancio, dopo qualche anno di inattività come paroliere e compositore ed ha un discreto successo soprattutto con il brano “Scimmia” pezzo di punta dell'Lp.
Per Dodi Moscati, una importante folk singer italiana, realizza un intero album con musiche tutte sue e testi della stessa Dodi.
Nel gennaio 1983 partecipa al concorso Tre voci per Sanremo, inserito all'interno di Domenica in, che rappresentava una selezione in vista della successiva edizione del Festival, scontrandosi nella finale con Tiziana Rivale, che si qualifica a sue spese e vince la manifestazione in Liguria.
Dopo circa venti anni di inoperosità dovuta ad un incidente alle corde vocali, che ne ha interrotto ogni forma di composizione ed espressione artistica, il cantautore riprende la piena attività. Si ripresenta al pubblico principalmente con un'operazione assolutamente sorprendente ed originale, che lui stesso definisce “Effetto Connubio” di rielaborazione di vecchi successi italiani e stranieri, inseriti una struttura melodica dichiaratamente moderna con risultati finali innovativi rispetto ai prodotti originali.

## Discografia

### Singoli
- 1976 - Uomo qualunque/Ero libero (RCA Italiana, TPBO-1200)
- 1978 - Dio che cosa non farei.../Cantando (Fonit Cetra, SPF-31330)
- 1983 - Affari di cuore/Schiavo (Lupus, LUN 4942)
- Il problema è l'amore/Na na nu na (Blitz, BLZ-0020)